# Петар Лековић
Петар Лековић (Сврачково, код Пожеге, 23. новембар 1893 — Чемерно, код Гацка, 13. јун 1942) био је каменорезачки радник, учесник Првог светског рата и Народноослободилачке борбе и први народни херој Југославије.
Као војник Српске војске учествовао је у Првом светском рату, током 1914. и 1915. године. Истицао се као храбар и способан борац, али је услед рањавања заробљен у јесен 1915. у околини Пећи. Остатак рата провео је у мађарском заробљеништву у околини Будимпеште. Након завршетка рата, вратио се у родно место и изучио каменорезачки занат, а убрзо потом се оженио и прешао да живи у село Речице код Пожеге. У потрази за послом обилазио је многа места, углавном по западној Србији. Још у годинама након рата постао је симпатизер Комунистичке партије Југославије, а због своје изражене правдољубивости и солидарности, често је долазио у сукоб са послодавцима, али и влашћу.
Након 1938. обновио је контакте са тада илегалном Комунистичком партијом и учествовао у неким њеним акцијама. Након окупације Југославије, 1941. са тројицом синова ступио је у Ужички партизански одред и учествовао у устаничким акцијама, током лета и јесени. Након Прве непријатељске офанзиве и повлачења партизанских снага из Србије, марта 1942. ступио је у Другу пролетерску ударну бригаду, у којој је постављен за заменика команданта Првог ужичког батаљона.
У борбама се истицао херојским подвизима, о којима се чуло и изван његове бригаде, па је одлуком Врховног штаба НОП И ДВЈ, крајем марта 1942. проглашен за првог народног хероја Југославије. Погинуо је јуна 1942. у борбама са Италијанима и четницима, на планини Живњу, код Гацког. У последњој борби починио је свој последњи подвиг — штитећи одступницу свог батаљона, који је остао без муниције, рукама је одваљивао камење и стене на непријатељске војнике.

## Биографија
Рођен је 23. новембра 1893. године у селу Сврачково, код Ужичке Пожеге, где се данас налази његова родна кућа. Потицао је из сиромашне сељачке породице. Његов отац Милинко, поред Петра је имао још тројицу синова и ћерку. Основну школу је завршио у родном селу. Пошто се породица тешко издржавала, Петар је од најранијег детињства, још као дечак, почео да ради. Најпре се бавио разним физичким пословима углавном везаним за земљорадњу, а као младић је почео да учи каменорезачки занат. У изучавању заната га је прекинуо позив за одслужење војног рока, 1914. године, као и почетак Великог рата.

### Први светски рат
Почетак Првог светског рата, јула 1914. године, затекао га је на одслужењу војног рока у Крагујевцу. Након избијања рата, био је распоређен у Прву чету Другог батаљона Петог пешадијског пука Дринске дивизије. Са овом јединицом учествовао је у борбама на Церу и Дрини, током лета и ране јесени 1914. године. Лековић се у овим борбама истакао храброшћу, а заробио је и неколико непријатељских војника. Након Колубарске битке и победничке офанзиве српске војске, са својом јединицом је избио на Саву, у близини Обреновца. Тада је почела велика епидемија тифуса, па се Петар разболео од тифуса. Након оздрављења, накратко се вратио кући, али се убрзо вратио у своју јединицу.
Октобра 1915. године, када је отпочела велика непријатељска инвазија на Краљевину Србију, Петар је учествовао у првим борбама на Сави. Након повлачења са почетних положаја, заједно са неколико војника, у близини села Грабовца, код Обреновца, штитио је повлачење своје јединице. Тада је био рањен у ногу. Након стационирања његове јединице у Крагујевцу, одбио је да иде у болницу и на лични захтев остао у јединици. Потом је учествовао у борбама код Краљева и Рашке, а потом на Косову и код Пећи. Пошто је имао проблема са раном, која никако није могла да зарасте, био је искључен из борбеног строја и пребачен у позадину. Услед изненадног немачког напада, његова јединица се морала повући, па је заједно са другим изнемоглим војницима, из позадине, био заробљен.
Заједно са осталим заробљеницима био је спроведен најпре у Рашку, а потом у Крагујевац. Одатле су возом одведени у заробљенички логор у Мађарској, недалеко од Будимпеште. Услови живота у овом логору били су изузетно тешки, а посебно је била слаба храна. Због лоших услова заробљеници су протестовали, а током протеста, Петар се налазио на челу једне групе и у делегацији за преговоре са управом логора. Како би поправила исхрану логораша, управа логора је тада одлучила да заробљенике шаље на рад на околна имања. Петар је био додељен извесном Јаношу, коме је помагао у пољским пословима. Од газде, код кога је радио, добио је вести о Октобарској револуцији у Русији и лошем стању на аустро-угарским фронтовима. Охрабрен овим вестима, Петар се одлучио на бекство, али је након неколико дана, био ухваћен и враћен у логор.
Након потписивања примирја, новембра 1918. године, сви ратни заробљеници су напустили логор у близини Будимпеште и дошли су у Београд, одакле су се вратили својим кућама. Недуго по доласку у родно село, Петар је био позван у јединицу којој је припадао пре заробљавања. У Загребу се јавио команди Петог пешадијског пука, где је морао детаљно да опише како је заробљен и колико се налазио у заробљеништву. Након провере, био је упућен у Јелење, код Ријеке, где се налазила његова јединица. Доласком у јединицу, Петар није затекао пуно својих ратних другова из 1914. и 1915. године, јер су многи страдали током преласка Албаније и на Солунском фронту. Услед исцрпљености, Петрово здравствено стање се нагло погоршало након повратка у јединицу, па је убрзо био отпуштен из војске.

### Међуратни период
Након повратка из војске, Петар се посветио каменорезачком занату, који је почео да учи још пре одласка у војску. Због тешког материјалног стања, које је владало у првим поратним годинама, у потрази за послом је почео да обилази оближња села. У селу Речице упознао је Кристину Трифуновић, са којом убрзо оженио и прешао да живи код ње. У наредних дванаест година родило им се седморо деце — петорица синова и две ћерке — Драгојле (1920), Бошко (1922), Милован (1924), Раца (1926), Зора (1928), Гојко (1930) и Радојка (1932).
У потрази за послом Петар је обилазио разна места — села и варошице, клешући надгробне споменике, темеље за израду кућа, стубове за обележавање пута и др. Обилазио је углавном места по западној Србији, а извесно време је радио и у Краљеву, код предузимача Брозовића. Обилазећи разна места, Петар је упознавао разне људе. Дружећи се са радницима, повезао се са револуционарним радничким покретом и са илегалном Комунистичком партијом Југославије (КПЈ), чији је симпатизер постао још након завршетка Првог светског рата.
Петар је по природи био веома истинољубив, али и бунтован, па је често долазио у сукоб са властима. Као симпатизер комуниста, још 1920. године је учествовао у агитацији за посланичке кандидате Комунистичке партије. Након доношења „Обзнане”, запретило му је хапшење, па је морао ићи у друга села да ради. Због отворених изношења својих ставова, Петра су мештани Речица веома ценили, па су га кандидовали за сеоског старешину — кмета, али је ово спречено интервенцијом општинских власти. И касније, када је активност КПЈ у његовом родном крају, потпуно била замрла, он је агитовао против режима, а посебно након увођења Шестојануарске диктатуре, 1929. године.
У чланство Комунистичке партије Југославије, Петар је највероватније био примљен у годинама након Првог светског рата, али је његова партијска активност почела тек после 1938. године, када је партијски рад у његовом срезу нагло оживео. Као један од истакнутих комуниста био је члан Месног комитета КПЈ у Ужичкој Пожеги. Тада је наставио са агитацијом у свом и околним селима, а посебно се ангажовао у агитацији за помоћ народу и борцима Шпанске Републике, током грађанског рата.

### Народноослободилачка борба
Фебруара 1941. године Петар Лековић је поново позван у војску. Када се у Ужичкој Пожеги јавио војним властима, није добио распоред у јединицу, већ је са неколицином изабраних резервиста, био додељен месној жандармеријској станици. Ту је остао све до почетка напада Сила осовина на Краљевину Југославију, априла 1941. године. Након тога до Пожеге су стизале само лоше вести — о напредовању немачких јединица и слому Југословенске војске. Након добијања вести о капитулацији, војници су се разишли кућама, а Петар је са собом понео наоружање, које је могао понети.
По повратку кући, повезао се са члановима Комунистичке партије Југославије и почео да ради на организовању Народноослободилачког покрета (НОП). Један од првих Петрових задатака у току лета 1941. године био је да обезбеди што више залиха жита и других житарица, како би се обезбедила исхрана партизанских бораца. Заједно са сином Бошком, он је у Пожеги набавио вршалицу са мотором и по околним селима је сељацима вршио жито. Уместо наплате тражио је да део жита дају за партизане. Овај посао Петру је омогућио несметано кретање по околним селима, где је међу окупљеним сељацима, док су чекали да се заврши посао, агитовао за Народноослободилачки покрет. У тим првим месецима окупације, посебно је утицао на сељаке, да се не јављају на општинске позиве јер су они у ствари били позиви за одлазак на принудни рад у Немачку.

#### Јул — новембар 1941.
Поред рада прикупљању жита, Петар Лековић је са другим комунистима из околине Пожеге, учествовао и у организовању Пожешке партизанске чете, која је била формирана 28. јула 1941. године у саставу Ужичког партизанског одреда „Димитрије Туцовић”. Међу првим борцима ове чете била су и тројица Петрових синова — Драгојле, Бошко и Милован. На самом почетку устанка, Петар је обилно користио своје ратничко искуство стечено у Првом светском рату. Радио је на обуци млађих бораца — учио их је како се рукује оружјем, како треба нападати, како изненадити непријатеља, узети заклон, повлачити се и друго. Брзо је стекао симпатије и поверење млађих бораца који су га прозвали Чика Пера.
Једна од првих партизанских борби у којој се Петар Лековић истакао била је тзв „Горобиљска битка”, односно борба Ариљске и Пожешке партизанске чете са немачком колоном, која је из Пожеге кренула да обезбеђује извлачење немачке посаде из Ужица. Ова борба одиграла се 20. септембра 1941. године у близини села Горобиља и немачке снаге су у њој претрпеле тешке губитке од 78 мртвих и рањених. Петар је у току ове борбе, заједно са неколико бораца, био послат у извиђање. Избивши на крај шумице, он се приближио немачким положајима и убио немачког официра. Погодио га је у осигурач бомбе, која му је висила на опасачу и она је потом експлодирала. Ово је изазвало забуну међу немачким војницима и допринело бржем поразу. Ова битка била је до тада највећа борба између партизана и Немаца у Ужичком округу.
Након борбе код Гостиља, Немци су отпочели са повлачењем из Ужица и Пожеге, које су предали четницима Радомира Ђекића и Боже Јаворског, па су партизанске снаге већ 22. септембра ушле у Пожегу, а 24. септембра у Ужице, које је тада постало центар ослобођене територије тзв „Ужичке републике”. Како би се обезбедио што бољи рад у позадини, отпочело се са формирањем нових народних органа власти — народноослободилачких одбора. Након формирања Среског НО одбора кренуло се са формирањем месних НО одбора. На народном збор у селу Годовику, за председника одбора био је предлаган Петар Лековић, али је он то одбио јер није хтео да напусти јединицу и за председника предложио Милана Милутиновића, солунског борца.
Лековић се затекао у ослобођеној Пожеги када су у ноћи 4/5. октобра 1941. четници Драже Михаиловића извршили напад на Пожегу, иако је између њих постојао договор о ненападању. Како би се избегла већа борба и обостране жртве, партизани су одлучили да се повуку из Пожеге. Петар се тада са групом бораца повукао ка железничкој станици, одакле су се возом пребацили у Ужице. Недуго након ове борбе, Лековић је учествовао и у првој већој борби између партизана и четника — бици на Трешњици, 2. новембра 1941, када су четници Драже Михаиловића, након пропалих договора између Тита и Драже, покушали да заузму Ужице. Четници су били одбијени, а након ове борбе Лековић је био упућен на фронт према Ваљеву.
Као искусном и поузданом борцу, командант Ужичког партизанског одреда Душан Јерковић му је поверио да руководи транспортом наоружања, које је из партизанске фабрике у Ужицу било упућено на фронт на Буковима, недалеко од Ваљева. На овом фронту Петар се сусрео са сином Драгојлом, који је неколико дана касније био заробљен од четника, а потом предат Немцима, који су га стрељали на Крушику. Заједно са сином, овде је учествовао у борбама са јаким немачким снагама и уништио један немачки тенк.

#### Децембар 1941 — фебруар 1942.
Крајем новембра 1941. године, Прва непријатељска офанзива, коју су Немци покренули с циљем гушења устанка у Србији, улазила је завршну фазу. Како би избегла уништење, главнина партизанских снага, са Врховним штабом, се морала повући у Санџак, односно прећи реку Увац, чији је ток пратила демаркациона линија између немачке и италијанске окупационе зоне. Неколико дана пред пад Ужичке републике, Петар је од стране руководства Ужичког партизанског одреда био упућен у своје село Речице, како би тамо обезбедио прихват и усмеравао даље кретање партизанских јединица и заосталих бораца, које су се повлачили из правца Пожеге.
По доласку у село, Петар је почео да ради на организовању прихвата бораца и прикупљао је храну, одећу и обућу за борце који су се повлачили. Након пада Ужица, првих дана децембра 1941. године, преко Речица су се повлачили партизани из Пожешке партизанске чете, као и делови партизанских група из Шумадије. У селима Роге и Северово тада се окупило око 500 партизана из делова Ужичког, Крагујевачког и Краљевачког партизанског одреда, па је био формиран и привремени Штаб сектора. Убрзо су крагујевачки и краљевачки партизани продужили према Санџаку, а у Северову и Сврачкову је остало око 250 бораца из пожешког краја. Борци који су се повлачили, доносили су вести о борби на Кадињачи, о страдању партизанских рањеника на Златибору и др. Лоше вести су деморалисале неке борце па су се они враћали својим кућама.
У току повлачења у село су дошли и Петрови синови Бошко и Милован, који су остали да помогну оцу. Исте вечери када су дошли, у село су упали четници, па се Петар са синовима и неколико бораца, морао сакрити у сенику код једног комшије. Четници су сутрадан отишли из села, па су Петрови синови и борци прешли у једну пећину у близини, а Петар се вратио кући. У међувремену, у Северово је дошао Милинко Кушић и убрзо је донета одлука да и пожешки партизани крену, преко Увца ка Санџаку. Тада су чланови руководства, кренули по околним селима да окупе борце. У Речице је дошао Миливоје Радовановић Фарбин, па су увече сви кренули у село Роге, а одатле у Санџак. Петар и његови синови Бошко и Милован су се тада опростили са остатком породице.
Пожешки партизани су средином децембра 1941. године кренули ка Санџаку и код села Добраче су водили борбе са четницима. Након тога су неколико дана боравили у селима Шаренику, Мочиоцима и Високој, одакле су 17. децембра наставили ка Санџаку — преко Љубиша, Беле Реке и Кућана стигли су у Кокин Брод, где су одморили неколико дана. Након неуспелог напада на Сјеницу, 22. децембра, по наредби Врховног штаба, извршена је реорганизација партизанских одреда из западне Србије и Шумадије и формиран Српско-санџачки штаб. Од Ужичког партизанског одреда формирана су тада два батаљона. У Други ужички батаљон ушли су борци из Ариљске, Прве и Друге пожешке и Моравичке партизанске чете. За команданта овог батаљона био је постављен Ратко Софијанић, а за његовог заменика Петар Лековић.
Почетком јануара 1942. године, новоформирани партизански батаљони су били упућени преко реке Увца ка Златибору и Ужицу. Поновна појава партизанских снага у немачкој окупационој зони изазвала је изненађење код Немаца и љотићеваца, а нарочито код четника. Долазећи из правца Крушчице и Бјелуше, Други ужички батаљон је у близини села Висока, код Ариља, 6. јануара 1942. године наишао на четнике и развила се жестока борба. Први четнички напад је био одбијен, али им је убрзо стигло појачање и развила се још жешћа борба. Иако су били надмоћнији, четници су се услед тешких губитака повукли. Партизани су успели да одрже положај до увече и током ноћи су се поново повукли ка Мочиоцима, а одатле наредне ноћи ка Кокином Броду. У току ове борбе са четницима, посебно се истакао Петар Лековић, који је иако је био заменик команданта батаљона био у првим борбеним редовима.
Брзи повратак партизанских јединица у Кокин Брод, наишао је на оштру критику Српско-санџачког штаба, а посебно Милована Ђиласа, па су ове јединице већ 10. јануара поново упућене у немачку окупациону зону. Други ужички батаљон је тада извео изузетно напоран марш по веома јаком мразу и дубоком снегу до села Вилови, код Нове Вароши. Прва чета, са којом се налазио Петар Лековић, одатле је отишла у село Дебеља, где се сукобила са јаким четничким снагама и повукла се у село Коморани. Након борби са четницима, батаљон се на овом простору задржао дуже време све до почетка велике недићевско-четничке офанзиве, 5. фебруара 1942. године. Јаке непријатељске снаге, подузеле су нападе на широком фронту од Радоиње и Вранеша до Комарана. Четници Боже Јаворског тада су силовито напали Прву чету, са којом се налазио и Лековић. Чета се услед јаког напада, у току ноћи морала повући ка Вилови, где се налазио Штаб Другог ужичког батаљона. Командант батаљона Ратко Софијанић и његов заменик Петар Лековић, чекали су наређење Српско-санџачког штаба, али пошто су курирске везе биле прекинуте, одлучили су да се у току ноћи повуку ка Новој Вароши. Приликом преласка Златара партизани су упали у четничку заседу, али су успели да измакну повлачећи се дубље у планину. Ту су наишли на Српско-санџачки штаб, где је Лековић од Милинка Кушића добио вест да му је страдао најстарији син Драгојло, кога су још 27. новембра 1941. стрељали Немци у Ваљеву.
Са Златара је Други ужички батаљон кренуо ка Црној Гори — преко Косатице, манастира Милешеве и села Дивци, где су прешли Лим. Читав овај пут био је изузетно тежак. Код Косатице су их напали четници, а Петар Лековић је тада са пушкомитраљезом штитио одступницу својој јединици. Док су се у селу Дивцима одмарали и припремали за прелазак Лима, Италијани у Пријепољу су открили присуство партизана и почели их тући артиљеријом. Тада је био теже рањен борац Будо Радовановић, брат Владе Радовановића, а Лековић се одмах пријавио да носи рањеника. Прелазак леденог Лима био је изузетно тежак по зимском времену, а посебан проблем је био јер доста бораца није знало да плива и плашило се да уђе у ледену воду. Лековић је заједно са Петром Стамболићем преко реке изнео рањеног борца, а потом се вратио на другу страну по неколико бораца који су оклевали да уђу у ледену реку. Након преласка Лима партизани су продужили у правцу села Камена Гора, где су одморили неколико дана.
Боравак у Каменој Гори, партизанске јединице су искористиле за одмор и одржавање састанака на коме је анализиран покрет јединица од Увца до Камене Горе. Укупни губици свих јединица на овом покрету износили су око 30 бораца, док се при преласку Лима утопило неколико бораца. Врховни штаб НОПОЈ је овај покрет, усред тешке зиме и под потером непријатеља, оценио као својеврстан подвиг и средином фебруара 1942. године из ослобођене Фоче упутио похвалу Српско-санџачком штабу. Такође, овде је примљена вест о будућем формирању Друге пролетерске бригаде, која је обрадовала све борце. Када су партизани стигли у Камену Гору, Лековић је свог сина Бошка одредио за водича патроле која је имала задатак да оде у суседно село и донесе храну. На том путу борац Миломир Милутиновић свратио је у једну кућу, где је био понуђен млеком и добио нешто дувана. Сутрадан је у Штаб батаљона дошао старији сељак који се жалио како су два борца упала у његову кућу и узела храну и дуван. Петар, као заменик команданта батаљона, одмах је оштро реаговао и двојицу осумњичених — Миломира и Бошка затворио. Када су у Штабу батаљона детаљније испитали овај случај Бошко је био пуштен, а Миломир је дисциплински кажњен. Иако се утврдило да Бошко није крив, Петар се љутио на сина јер је дозволио себи да се нађе у незгодној ситуацији.

#### Март — јун 1942.
Након извршених реорганизација, током којих је од Прве и Друге пожешке чете формирана једна Пожешка чета, партизанске снаге су 23. фебруара из рејона Камене Горе кренуле на марш ка Чајничу. Преко Јабуке и Крњаче шумадијски партизани су стигли на Метаљку где су се сусрели са босанским партизанима. После неколико дана одмора, 26. фебруара они су заједно дошли у ослобођено Чајниче. Ту су се борци одмарали, а Штабови батаљона су вршили последње организационе припреме за формирање Друге пролетерске бригаде.
На дан 1. марта 1942. године извршено је формирање Друге пролетерске ударне бригаде, а у Чајниче су из Фоче дошли чланови Врховног штаба НОП и ДВЈ и Врховни командант Јосип Броз Тито. На тргу у центру града били су постројени борци из Шумадије и западне Србије, а Тито им се обратио са балкона хотела. За команданта новоформиране бригаде био је именован Ратко Софијанић, дотадашњи командант Другог ужичког батаљона, а за политичког комесара Милинко Кушић. Први батаљон нове бригаде био је ужички батаљон, а његова прва чета пожешка чета. За команданта Првог ужичког батаљона био је одређен Радослав Ковачевић, за његовог заменика Петар Лековић, за политичког комесара Мате Ујевић, а за његовог заменика Мићо Матовић. Након одржаног говора и смотре бораца, Тито се сусрео са руководиоцима бригаде и са њима ручао. Као један од најстаријих и најхрабријих бораца новоформиране бригаде Петар Лековић је био представљен Титу, који је Лековићу рекао да је о његовом јунаштву већ чуо и да и даље треба да служи примером млађим борцима.
Сутрадан по формирању бригаде, Први ужички батаљон је био пребачен у Горажде, где је остао до 4. марта. Одатле је кренуо на први борбени задатак Друге пролетерске бригаде — уништење четничког упоришта у Борикама, код Рогатице, у ноћи 7/8. марта. Након тога, батаљон је одмарао у селима око Рогатице, а потом је у саставу Оперативне групе био упућен у источну Босну са задатком да се супротстави четницима Јездимира Дангића и Драгослава Рачића. У овом походу Први ужички батаљон је учествовао у заузимању Милића, 15. марта и заузимању Власенице, 16. марта. Након неколико дана проведених у околини Сребренице, батаљон је кренуо према Рогатици.
Првих дана априла 1942. године Друга пролетерска бригада је блокирала усташки гарнизон у Рогатици. Задатак Првог ужичког батаљона био је да блокира пут Соколац-Рогатица, али није учествовао у самом нападу на град, у ноћи 7/8. априла. Након неколико дана проведених у рејону Рогатице и Хан Пијеска, Друга пролетерска бригада је била пребачена јужно од Праче. Ужички батаљон је у селу Јабуци, код Горажда, боравио од 13. до 20. априла, а потом и у самом Горажду, до 23. априла. Када је почела Трећа непријатељска офанзива, Штаб бригаде је Први и Четврти ужички батаљон упутио на десну обалу Дрине, како би успорили напредовање италијанских снага из Пљеваља и Вишеграда, које су се кретале ка Чајничу и Горажду.
Ноћ пред 1. мај 1942. године, Први и Четврти ужички батаљон и Пети шумадијски батаљон из Прве пролетерске бригаде, добили су задатак да нападну Чајниче, које су у међувремену заузели Италијани. Задатак Првог ужичког батаљона био је да онеспособи италијанске бункере изнад села Поткамен, са места које доминира Чајничем. Партизани су успели да разбију једну италијанску пешадијску чету из дивизије „Пустерија”, али због интервенције јачих снага из Чајнича, напад није успео и морали су се повући. У овој борби, Петар Лековић је предводио групу бомбаша која је успела да се пробије кроз италијански логор. Пошто је проценио да се група не може вратити истим путем повео је групу напред. Успут је једном Италијану отео пушкомитраљез, ухвативши га руком за цев. Потом је кундаком пушке убио неколико запрепашћених италијанских војника. Пошто се партизанска главнина повукла, Лековић је тек сутрадан дошао у Прву пожешку чету, са својом групом бомбаша и заплењеним наоружањем — једним лаким минобацачем и пушкомитраљезом, као и доста муниције.
Након напада на Чајниче, команда италијанске дивизије „Пустерија” је појачала обезбеђење на комуникацији Горажде—Чајниче и јаку посаду са батеријом топова поставила на узвишењу Козара, код села Миљено. У току ноћи 6/7. мај 1942. године, јединице које су раније извршиле напада на Чајниче, имале су задатак да униште непријатељско упориште. Посебан задатак у овој борби имали су бомбаши — који су упадали у непријатељске ровове и друге заклоне. Иако је напад био веома силовит, након петочасовне борбе, Италијани су добили помоћ из Чајнича и Горажда, па су се партизани услед појачане артиљеријске и минобацачке ватре, поново морали повући. За разлику од напада на Чајниче, овај пут су успели да заробе доста наоружања, муниције и друге опреме.
Како је Трећа непријатељска офанзива узимала све више замаха, партизанске снаге су се груписале на терену између река Ћехотине, Таре и Пиве, а делови Друге пролетерске бригаде су одатле били упућени на Дурмитор, како би тамо помогли црногорским партизанима у борби против четника и Италијана. Уз тешке напоре по неприступачном терену и лошем времену батаљон је успео да у ноћи 2/3. јуна савлада четнике на Добром Долу и зароби доста наоружања. Када се борба на Добром Долу стишала борци Првог ужичког батаљона, а пре свега Прве пожешке чете, дали су се у потрагу за Петром Лековићем, који је у току борбе нестао. Иако су многи мислили да је погинуо, командант Радослав Ковачевић Буђони и политички комесар батаљона Мате Ујевић су били уверени да је Лековић жив и послали су патроле да га траже. Након дужег времена, Лековић се вратио са већом количином наоружања, међу којом је био и један минобацач, коју је запленио гонећи четнике.
Након борби на висовима Дурмитора, Први ужички батаљон је стигао у Горанско, где се окупила цела бригада. Ту је 6. јуна одржан велики збор на
коме су били и црногорски батаљони, са мноштвом народа. На збору су говорили Милинко Кушић, Митар Бакић и Веселин Маслеша, а после збора је одржана приредба за народ и борце. Тих дана окупатор је намерио да партизанске снаге уклешти између Пиве и Таре, па су из правца Херцеговине кренуле јаке италијанске и четничке снаге с циљем да избију на Чемерно и доминантне висове Живањ и Лебршник. Како би осујетио намеру непријатеља Врховни штаб је тада од делова Прве и Друге пролетерске бригаде  формирао Привремени оперативни штаб на челу са Кочом Поповићем и Владом Шегртом и те снаге упутио према Чемерну. У овој оперативној групи налазили су се Први и Четврти ужички батаљон Друге пролетерске бригаде. Четврти батаљон је био упућен према Гату, а Први батаљон према Живњу.

### Погибија
Након дугог и тешког марша, Први ужички батаљон је 11. јуна стигао под брдо Живањ, у близини села Врба и Чемерно, код Гацка, где је заједно са другим јединицама — Шести београдски батаљон Прве пролетерске бригаде и Дурмиторски партизански батаљон заузео положај. Задатак ових јединица је био да пруже жесток отпор непријатељу и на тај начин омогуће извлачење партизанске болнице и других јединица од села Изгори према Тјентишту. Непосредно пре почетка борбе, командант батаљона Радослав Ковачевић Буђони, партијски руководилац Мићо Матовић и заменик команданта Петар Лековић извршили су смотру бораца и прочитали им наређење Врховног команданта:
| „ | Одмах са батаљоном поседните положај Живањ. По сваку цену задржите овај положај и следећих двадесет четири часа, док се све наше јединице и болнице не повуку из Црне Горе правцем Изгори—Суха—Тјентиште. Тито | ” |

Први ужички батаљон је распоредио своје јединице — Прва пожешка чета је била на десном крилу, Трећа моравичка чета у средини, а Друга ариљска чета на левом крилу. Петар Лековић се налазио са борцима пожешке чете, којима је давао последња упутства пред борбу и савет да штеде муницију. У зору 13. јуна 1942. године јаке италијанско-четничке снаге из правца Гацка су отпочеле напад. Први напад отпочео је на положајима ариљске и моравичке чете и био је брзо одбијен. Након тога уследио је нови напад, праћен нападима авијације и артиљерије, која је тукла из правца Гацког. Батаљон је успео да одбије и овај напад, чекајући непријатеља на блиском одстојању да би му, сигурним погоцима и ручним бомбама нанео што више губитака. Током борбе, командант Буђони и његов заменик Петар Лековић су обилазили положаје својих чета. Они су храбрили борце да издрже, а Лековић је борце саветовао да на непријатеља одваљују камење са стена и на тај начин штеде муницију, које је било мало. Одваљене громаде камења силовито су падале ка подножју у коме се налазио непријатељ и у првом моменту створиле панику, јер је непријатељ мислио да се стене руше услед јаких удара авијације и артиљерије. 
У поподневним часовима, Штаб батаљона је одлучио да почне са постепеним повлачењем на прву косу позади Живња, како би се припремили за предстојећу ноћ. По десетинама и по групама, а и појединачно — борци су се повлачили од камена до камена, од заклона до заклона. Непријатељ је то осетио, па је још жешће нападао. Док су се борци повлачили, Петар Лековић је и даље остао на положају. Видевши да се Лековић није повукао, командант Буђони је упутио борца Драгослава Марковића да га обавести да одмах одступи. Лековић је одбио да се повуче, желећи да штити одступницу својим борцима. Када му је понестало муниције, одваљивао је делове стена и гурао их низ литицу ка непријатељу. Приликом покушаја да одвали један већи комад стене, преко груди га је пресекао митраљески рафал и на месту га усмртио.
Борбе на Живњу су се у току вечери смириле, а у зору 14. јуна је отпочео нови напад. Око 8 часова, Први ужички батаљон је отпочео повлачење са положаја, јер су се јединице лево од њега, са положаја Суво брдо—Пећ и са Лебршника, већ биле повукле. Такође, зачеље рањеничке колоне је силазило у долину Сутјеске, кроз село Изгоре. У току повлачења, тешко је рањен командант батаљона Радослав Ковачевић Буђони, који је у току јула 1942. године умро у Централној болници, на Тјентишту. Поред Петра Лековића, у овим изузетно тешким борбама, страдала су још тројица бораца Друге пролетерске бригаде — Момир Васиљевић (1920—1942), из Друге ариљске чете и Милош Симић Кико (1925—1942) и Вукадин Стојановић (1920—1942), из Треће моравичке чете, док је непријатељ имао преко 50 мртвих.
Вест о погибији Петра Лековића, али и тешком рањавању команданта Буђонија, борци су сазнали тек након завршетка борбе. Лековић и Буђони били су омиљени борци и руководиоци, не само Првог ужичког батаљона, већ и читаве Друге пролетерске ударне бригаде. Борци су посебно волели Петра Лековића, који је с правом први понео звање „народног хероја”. У свим борбама је увек био први, најчешће на челу бомбаша или ударних група, само је у одступању био у заштитници, да заштити млађе борце, које је све звао синовима, а они њега чика Пера. Вест о његовој смрти посебно је погодила борце Прве пожешке чете, међу којима су били и Петрови синови Милован и Бошко. У записима Мате Ујевића, политичког комесара Првог ужичког батаљона остало је сећање на расположење Милинка Кушића, политичког комесара Друге пролетерске бригаде, када је примио вест о погибији Лековића:
| „ | Кушић је необично волео Лековића и као човека и као борца. Изнад свега је ценио његово јуначко држање и хладнокрвност у свакој борби, морал и чврстину коју је преносио и на борце и на старешине. Није могао да се помири са његовим нестанком. Враћао је патроле да га траже, али није вредело. Милинко је био тужан као ретко кад… | ” |

## Породица
Читава породица Петра Лековића учествовала је у Народноослободилачком покрету (НОП). Године 1941. заједно са Петром у Прву пожешку чету Ужичког партизанског одреда пошла су тројица његових старијих синова — Драгојло, Милован и Бошко.
- Драгојле Лековић (1920—1941), земљорадник. Рођен је 15. новембра 1920. године у Речицама, код Пожеге. Био је борац Прве пожешке чете Ужичког партизанског одреда и заробљен је од стране четника Драже Михаиловића у селу Ражани, почетком новембра. Заједно са групом заробљених партизана, 13. новембра 1941. године, четници су га предали Немцима у Ваљево. У ваљевском затвору био је испитиван и мучен, али није хтео открити ништа о својој јединици. Стрељан је од Немаца 27. новембра 1941. године на Крушику, у Ваљеву, заједно са још 260 партизана.[19][42][43]
- Милован Лековић (1924—1942), земљорадник. Рођен је 5. августа 1924. године у Речицама, код Пожеге. Најпре је био борац Прве пожешке чете Ужичког партизанског одреда, а потом Првог ужичког батаљона Друге пролетерске бригаде. Погинуо је 31. августа 1942. године у борбама са немачким јединицама и четницима Уроша Дреновића, у близини села Шеховци на Мањачи.[38][44][42]
- Бошко Лековић (1922—1994), као младић учио је занат у Сињу, а након окупације се вратио у родно село и заједно са оцем и браћом ступио у Пожешку чету Ужичког партизанског одреда. Након Прве непријатељске офанзиве, марта 1942. године ступио је у тада формирану Другу пролетерску ударну бригаду. Након погибије оца, а потом и брата, одлуком Штаба бригаде био је премештен у курирску службу бригаде. Касније је прешао у Другу чету Пратећег батаљона Врховног штаба НОВ и ПОЈ. Након ослобођења био је први политички комесар Команде места у ослобођеној Пожеги, а касније секретар Среског комитета СКОЈ-а. Носилац је Партизанске споменице 1941.[38][45][46]

Остатак породице — супруга Кристина, млађи синови Раца и Гојко, као и ћерке Зора и Радојка остали су у селу, али су помагали Народноослободилачки покрет. Супруга Кристина је више пута током рата била малтретирана и батинана од стране четника, нарочито након повлачења партизана и пада Ужичке републике, крајем 1941. и почетком 1942. године. Било јој је наређено да се сваки дан јавља у сеоску општину, све док јој се супруг и синови не врате кући, па је готово свакодневно била малтретирана.

## Народни херој
Како би одао признање истакнутим борцима Народноослободилачке-партизанске војске, Врховни штаб НОПОЈ-а је крајем 1941. године установио звање Народног хероја. У „Билтену Врховног штаба“ број 12—13 (за децембар 1941. и јануар 1942) објављено је успостављање овог звања — „као највеће признање за борце, командире, команданте и политичке комесаре, који се својим јунаштвом и пожртвованошћу у Народноослободилачкој борби против окупатора и домаћих издајника нарочито истакну“.
Марта 1942. године, Петар Лековић је одлуком Врховног штаба НОП и ДВЈ, проглашен за првог народног хероја Југославије. У „Билтену Врховног штаба“ број 14—15 (за фебруар и март 1942) о проглашењу Петра Лековића за народног хероја пише:
| „ | По одлуци Централног комитета Комунистичке партије Југославије, а на предлог Врховног штаба НОП и ДВ Југославије даје се назив народног хероја заменику команданта у једном батаљону Друге пролетерске НОУ бригаде, другу Петру Лековићу, који је кроз читаво време од девет месеци свога учешћа у борби против окупатора у редовима партизана показао велику храброст, пожртвованост и оданост Народноослободилачкој борби, и у којој је починио више јуначких подвига. | ” |

Ово високо признање, Петра Лековића и његов Први ужички батаљон је затекло на путу ка Рогатици. По добијању информација о именовању Лековића за првог народног хероја, политички комесар Прве пожешке чете Пане Срдановић је постројио читаву чету и пред свим борцима прочитао текст из „Билтена”. Ова информација обрадовала је све присутне борце, јер је ово било велико признање не само за Лековића, већ и за читаву Другу пролетерску ударну бригаду, а нарочито за њен Први ужички батаљон, у коме је Лековић био заменик команданта.
Августа 1942. године, у „Билтену Врховног штаба” број 17—18—19 (за јуни, јули и август 1942) у делу о проглашеним народним херојима поново се нашло име Петра Лековића:
| „ | Додељује се назив народног хероја другу Петру Лековићу, замјенику команданта батаљона у НОПУ бригади. Назив народног хероја друг Петар Лековић је добио још за живота због својих јуначких подвига у борби против окупатора и домаћих издајника. Носећи ово велико признање, друг Лековић је чинио нова јунаштва и као херој погинуо код Гацка у борби са Италијанима и четницима, јуна мјесеца о. г. | ” |

Његово име од 1966. године носи основна школа у Пожеги. Ова основна школа, са истуреним одељењима у неколико села са територије општине Пожега — Здравчићи, Глумач, Засеље, Честобродица, Висибаба, Узићи, Годовик, Милићево Село, Годовик, Душковци и Тометино Поље — највећа је основна школа у Златиборском округу. Такође, његово име носи и Средња занатска школа за ученике са сметњама у развоју, у Београду, у насељу Раковица.
Касарна Војске Србије у Пожеги, у којој бораве припадници 22. пешадијског батаљона Друге бригаде копнене војске носи његово име. Улице са његовим именом налазе се у — Ариљу, Београду, Врању, Зајечару, Крагујевцу, Краљеву, Пожеги, Суботици и Ужицу.
Испред основне школе са његовим именом у Пожеги, на Дан младости, 25. маја 1967. године откривена је његова спомен биста. На кући у селу Речица, у којој је живео постављена је спомен-плоча, као и на кући у селу Сврачково, где је рођен.